# Stigmaphyllon grandifolium
Stigmaphyllon grandifolium är en tvåhjärtbladig växtart som först beskrevs av André Guillaumin, och fick sitt nu gällande namn av C.E.Anderson. Stigmaphyllon grandifolium ingår i släktet Stigmaphyllon och familjen Malpighiaceae. Inga underarter finns listade i Catalogue of Life.